# اسکای اندرو
اسکای اندرو (انگلیسی: Sky Andrew؛ زادهٔ ۳۱ مارس ۱۹۶۲) یک بازیکن تنیس روی میز اهل بریتانیا است. 
وی در مسابقات کشوری و بین‌المللی در مجموع برنده ۱ مدال نقره شده‌است.